# Айви, Эндрю Конвей
Эндрю Конвей Айви (англ. Andrew Conway Ivy; 7 февраля 1893,  Фармингтон, Миссури, США — 25 февраля 1978, Ок-Парк, Иллинойс, США) — американский врач и физиолог.
Его отец был профессором химии, его мать была учительницей биологии. Его детство прошло в Cape Girardeau, штат Миссури. Айви обучался медицине и физиологии в Чикаго и преподавал в Северо-Западном университете. С 1939 по 1941 годы был президентом Американского Физиологического Общества (англ. American Physiological Society). С 1946 по 1953 год работал вице-президентом университета Иллинойса, ответственным за медицину, стоматологию и фармацевтику.
В 1946 году Американская Медицинская Ассоциация (англ. American Medical Association) назначила Айви своим представителем при Нюрнбергском процессе для исследовании деятельности нацистских врачей.
В 1928 году совместно с Е. Олдбергом (E. Oldberg) открыл пептидный гормон холецистокинин.
Награждён медалью Фрайденвальда Американской гастроэнтерологической ассоциации (1970).